# Argyrostrotis irrorata
Argyrostrotis irrorata là một loài bướm đêm trong họ Erebidae.